# Accessibilitat teatral
L'accessibilitat teatral és el conjunt de tècniques que faciliten que el públic amb discapacitat auditiva o visual pugui accedir al contingut d'una obra teatral. Les representacions que es fan amb alguna d'aquestes tècniques s'acostumen a anomenar sessions accessibles. Les diferents tècniques que es fan servir són, segons el públic al qual vagi adreçades: la sobretitulació, la interpretació en llengua de signes, l'ús d'altaveus per a les persones sordes i l'audiodescripció per a les persones cegues. Molt sovint, a les sessions accessibles s'ofereixen diversos sistemes alhora, sobretot els sobretítols i l'audiodescripció.

## Tècniques
La sobretitulació per a persones sordes consisteix en la projecció, en una pantalla situada generalment a la part superior de l'escenari (d'aquí el nom de sobretitulació), del contingut lingüístic de l'obra i de la descripció dels sons i sorolls rellevants per a la comprensió de la trama. A banda dels sons i sorolls, també cal indicar el to de veu, si aquest té un sentit especial, com per exemple si el personatge riu o fa servir un to irònic, etc.
De vegades, durant les sessions accessibles, també s'eleva el volum del so mitjançant altaveus, per a les persones que sí que hi senten, però han perdut oïda. Aquesta tècnica s'anomena volum amplificat.
Algunes sessions accessibles també ofereixen el bucle magnètic, que consisteix en la inducció d'audiofreqüència per a la gent que porta audiòfons. A aquesta gent li pot resultar difícil sentir-hi en espais on hi hagi soroll de fons o on el senyal acústic sigui fluix. El bucle magnètic redueix el soroll de fons perquè els textos orals s'entenguin millor.
La interpretació en llengua de signes no és tan habitual com la sobretitulació, però s'utilitza de tant en tant per al col·lectiu de persones sordes de naixement que tenen la llengua de signes com a primera llengua. El mètode que més se segueix és la presència damunt de l'escenari d'un o dos intèrprets, sovint vestits de negre per no interferir excessivament amb els actors i la trama, que interpreten en llengua de signes el que diuen els actors. Si hi ha actors i actrius, els intèrprets acostumen a ser dos, un home i una dona, per tal de facilitar la identificació de qui s'interpreta en cada moment.
L'audiodescripció consisteix en la narració dels elements visuals que resulten imprescindibles per a poder entendre el sentit de l'obra. Aquesta descripció s'ha de fer entre els diàlegs, per tal que no interfereixi en la comprensió del text parlat, i exigeix concisió. La tria dels elements visuals que cal descriure es basa en la seva rellevància i no és una tasca senzilla. El col·lectiu al qual s'adreça l'audiodescripció és força variat, ja que va des de persones cegues de naixement fins a persones que han perdut la visió en algun moment de la seva vida o fins i tot que encara hi veuen, però no tant.

## Història
Els primers sobretítols els va projectar la Canadian Opera Company de Toronto, el 21 de gener del 1983, durant la retransmissió de l'òpera Elektra, de Strauss. A inicis dels anys 1990 ja es feien servir a molts teatres d'òpera. Aviat, aquests sobretítols també es van fer servir per a la traducció de muntatges teatrals de companyies estrangeres. I a finals dels anys noranta es comencen a fer servir també per a l'accés de les persones sordes al contingut sonor de les obres de teatre. També es fan servir per a poder accedir al contingut lingüístic de conferències, com per exemple durant el Fòrum de les Cultures de Barcelona de l'any 2004.
L'audiodescripció es va començar a fer servir a Barcelona durant els anys 1940, quan per ràdio es retransmetien òperes des del Gran Teatre del Liceu. Als anys vuitanta es comencen a fer les primeres audiodescripcions en televisió, però no és fins al segle XXI que se'n generalitza l'ús als teatres.
El sistema de projecció dels sobretítols ha anat evolucionant i en l'actualitat es poden trobar sobretítols en pantalles de cristall líquid a la part de darrere dels respatllers de les butaques o als mateixos mòbils, a través d'una aplicació, o fins i tot projectats en unes ulleres especials.
La recepció de l'audiodescripció es fa mitjançant auriculars i, actualment, a part d'un transmissor especial, també es pot fer a través del mòbil, gràcies a una aplicació.